# Вулиця Миколи Міхновського (Харків)
Вулиця Миколи Міхновського — вулиця в Основ'янському районі Харкова. Починається від Аерокосмічного проспекту і йде на північний схід, перетинаючи вулицю Георгія Тарасенка, до вулиці Руставелі.

## Історія і назва
Забудову району сучасної вулиці Миколи Міхновського відносять до XIX століття. Вулиця складається з двох частин, на північ і на південь від Петинської вулиці (сучасна Георгія Тарасенка), і розбудовувалася поступово. Її назва змінювалася кілька разів: провулок Ново-Веселий, Веселий, Царицинський, а в 1894 році була створена вулиця Царицинська, яка об'єднала Царицинський і Веселий провулки.
У 1920 році вулиці присвоїли ім'я Ганни Петрівни Хоперської, революціонерки, подруги Христини Алчевської. У 2016 році вулицю Ганни було перейменовано на вулицю Миколи Міхновського, оскільки Ганна Хоперська була включена до списку осіб, що підпадають під закон про декомунізацію.

## Будинки
- Будинок № 3 — Пам'ятка архітектури Харкова, охоронний № 572. Особняк, XIX століття, архітектор невідомий.
- Будинок № 37 — Пам'ятка архітектури, охоронний № 573. Особняк, XIX століття, архітектор невідомий.
- Будинок № 66 — Обласний наркологічний диспансер Харківської міської ради[2].

## Галерея

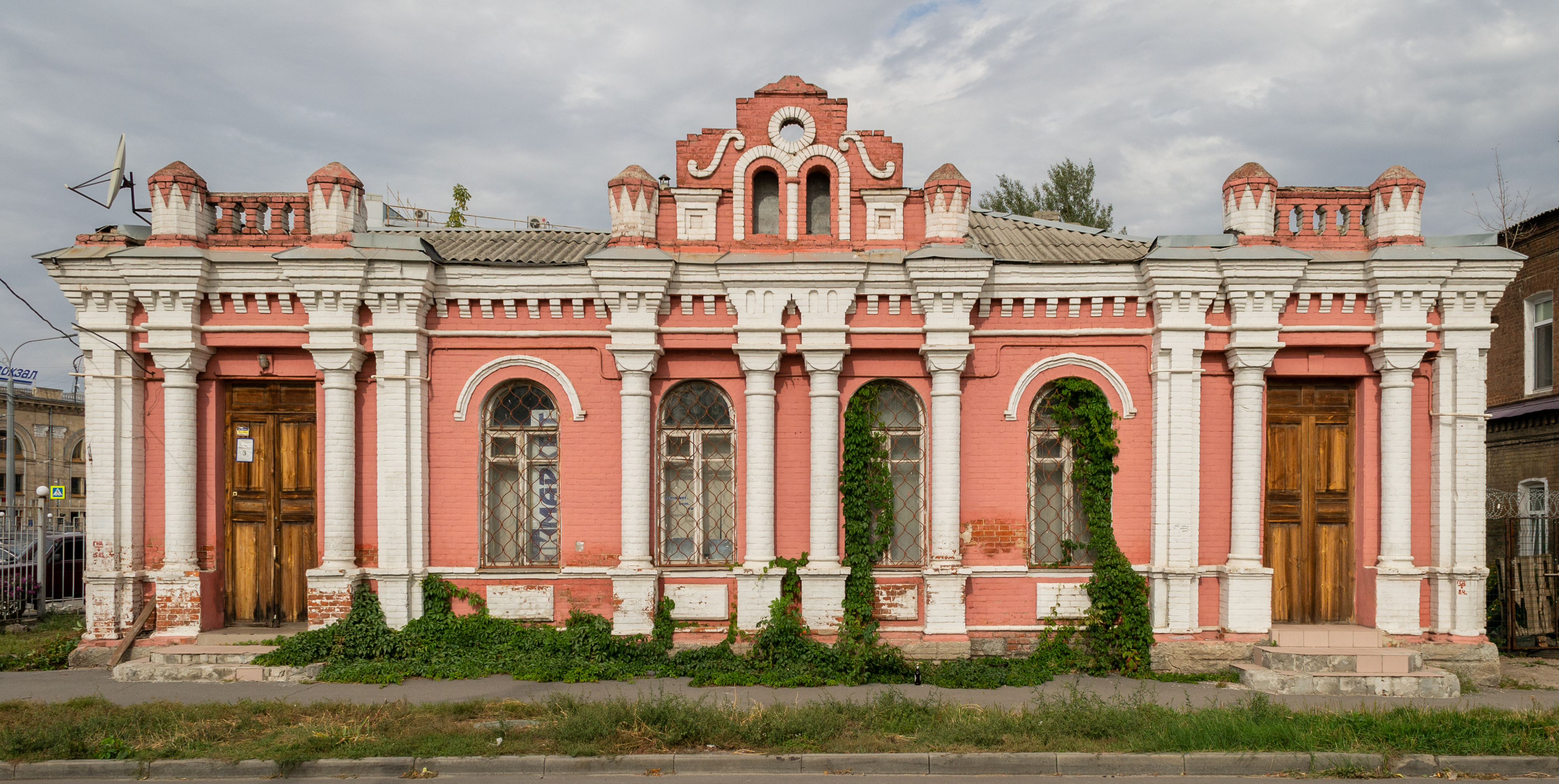
Будинок № 3
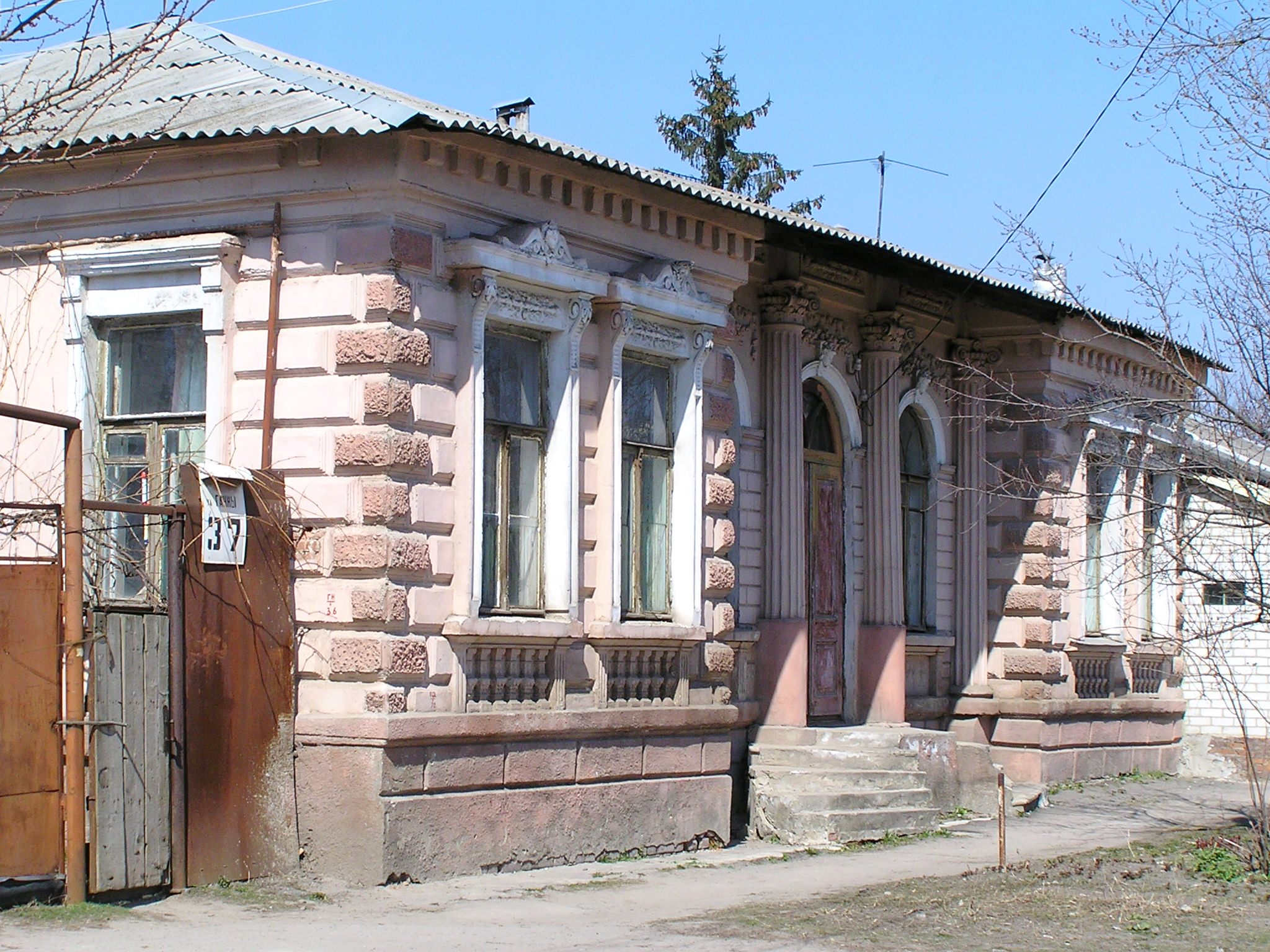
Будинок № 37
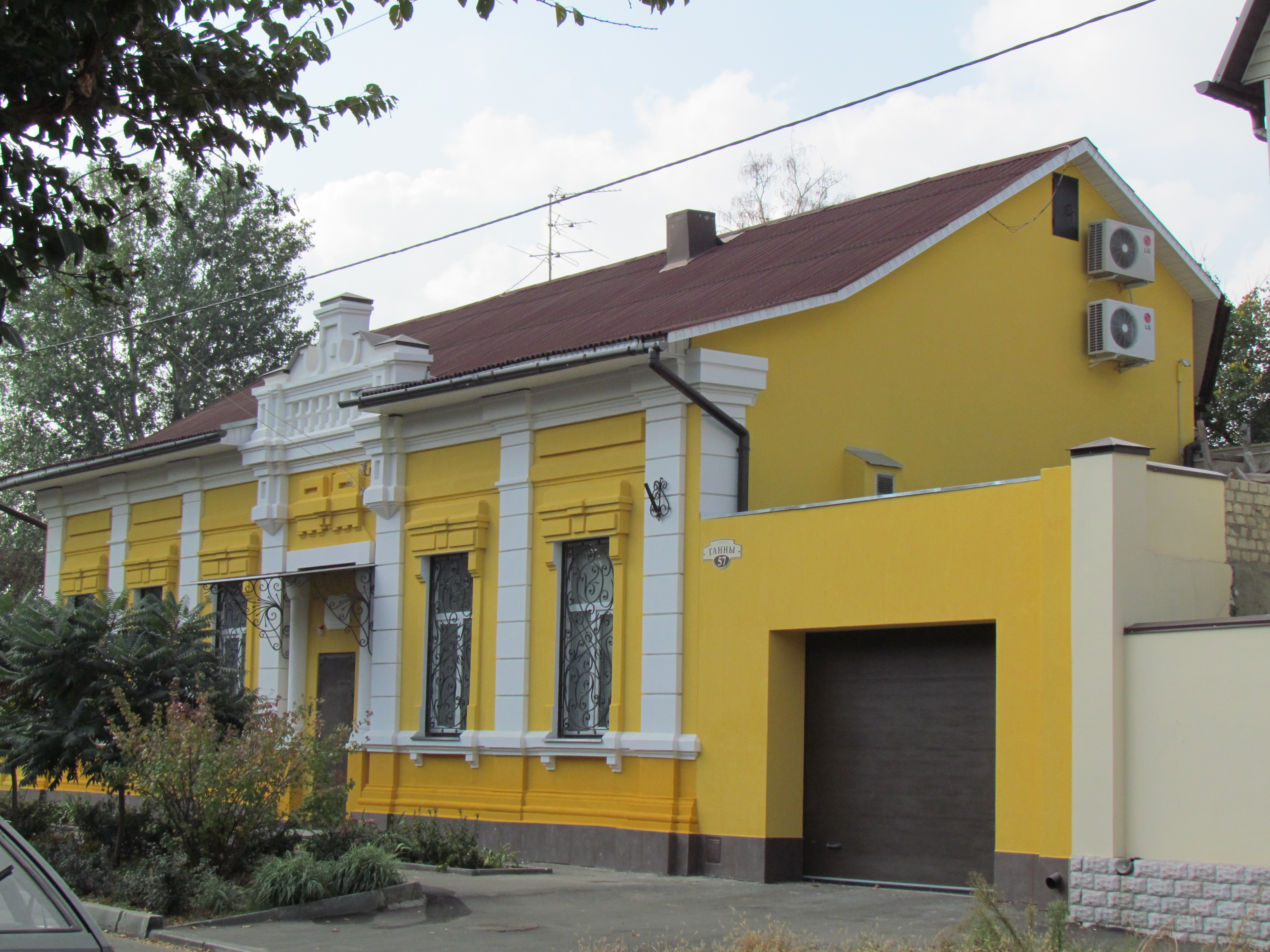
Будинок № 57